# 脱皮
脱皮（だっぴ）とは、ある種の動物において、自分の体が成長していくにつれ、その外皮がまとまって剥がれることである。昆虫を含む節足動物、爬虫類、両生類などに見られる。蛻（もぬけ）とも呼ばれる。
脱皮した後の皮膚は、抜け殻、蛻の殻、脱皮殻と呼び、英語では昆虫の場合はExuviae、それ以外の蛇などはsloughと呼ばれる。

## 概論
たいていの動物で、体の表面を構成する組織は次第に更新されて行くものである。多くの場合、それは見掛け上はっきりと分からない形で少しずつ行われる。しかし、動物群によっては体の大部分、あるいはほとんど全ての部分の外皮が一気に剥がれ落ち、更新される。この様な場合に、これを脱皮と呼び、この時脱ぎ落された皮を脱皮殻（だっぴがら）、抜け殻（ぬけがら）などと呼んでいる。脱皮殻は、その動物の外形の全部、あるいは一部を保持し、表面の構造をほぼ写し取ったものになる。
ただし、同じように見えても、脱皮の意味合いには動物群によって大きな違いがある。節足動物の脱皮は、成長の段階と大きなかかわりがある。脱皮を行わなければ成長も行われず、往々にして脱皮の前後で体の構造が大きく変わることがある。たとえば脚が失われて再生が行われる場合でも、脱皮を経なければ外形の再生は行われない。成体になってからは脱皮を行わないものもある。また、この仲間では脱皮は体表面だけでなく、気管や消化管などの表面にまで及ぶ。
これに対して爬虫類などの場合、脱皮にはそのような成長との強い関連がなく、再生が行われる場合にも脱皮とは無関係である。また、その範囲も体表面にとどまる。

## 節足動物の場合
昆虫や甲殻類などの節足動物は、成長につれて脱皮をくりかえす。これらの動物はクチクラの外骨格を持ち、脱皮の際にはそれを全て脱ぎ捨てる形となる。脱ぎ捨てられた皮は、元の動物の外形全てを残す形となるが、その内側を見ると、気管などの内部構造まで脱皮しているのが分かる。
脱皮する前に新しい外皮が内側に作られているが、脱皮するまでは硬化していないので、脱皮後しばらくは柔らかい体となり、敵に狙われやすくなる。なお、昆虫などキチン質の外殻を持つものでは硬化にはそう時間がかからないが、大型甲殻類のように石灰質の殻を持つ場合、脱皮するにも殻が固く、脱皮前にまず石灰質が体内に回収される。脱皮の後にこの石灰質によって新しい殻が硬化するので、より時間がかかる。

### 皮の脱ぎ方
皮を脱ぐ方法にも様々なやり方がある。
その例を紹介する。
前へ抜ける
昆虫で多く見られるのは、胸部の背中側に縦の割れ目を生じ、そこから体が前方へと抜け出る形である。翅や脚も後ろへ束ねるような形になって、前へと体をずらすことで抜け出る。
腰から後ろへ抜ける
クモ、エビ、カニなどに見られる形で、頭胸部の後方に横割れを生じ、そこから頭胸部・腹部を二つ折にしたような姿勢で、後方へと抜け出るものである。
部分的に脱ぐ
フナムシでは、体の前半部と後半部に殻が分かれ、前半部は前へ捨てて後半部は後ろへ捨てる形で脱皮する。

### 脱皮と成長
節足動物では、成長は脱皮を伴って行われるが、それ以上に脱皮せずには外形が変えられない。たとえば付属肢などを（外傷や自切によって）脱落させた場合、それは再生されるが、実際にそれが機能できる形になるためには、脱皮が行われなければならない。
変態を行うものでは、脱皮によってその形態変化が行われる。特に昆虫の場合、成虫への脱皮を羽化、蛹を生じる場合には蛹への脱皮を蛹化（ようか）と呼ぶように、特定の脱皮に固有の名を付ける。
脱皮ホルモンとも呼ばれるエクジソンを前胸腺から分泌することで誘発され、その時に幼若ホルモンが存在すると脱皮（加齢）し、なければ変態する。このホルモンは昆虫では前胸腺から、甲殻類ではY器官から分泌される。
脱皮行動は気門付近に存在するInka細胞からの脱皮行動誘導ホルモン（Ecdysis Triggering Hormone, ETH）の分泌によって開始される。

### 脱皮殻の利用・処分
クマムシ類では、脱皮殻の中に産卵する例があることが知られている。
昆虫のハムシの一部の幼虫や、ササラダニには、脱皮殻を自分の背中に背負うものがある。おおよそ、自分の姿を隠す効果があると考えられている。しかし、ササラダニ類のウズタカダニでは、脱皮殻はダニの腹部背面にきっちりとはめ込まれたようになっており、輪郭をごまかしたり、形を隠したりといった効果が期待できそうにない。理由は不明である。
ヤドカリでは、脱皮した直後は殻が弱くなっており、弱い状態であることを隠すため、その証拠の脱皮殻を砂の下などに隠す習性がある。
カニやザリガニなどは、脱皮後の柔らかい新しい殻にカルシウムを補給するため、蓄えていた胃石のカルシウムを使用するとともに、カルシウムが豊富な脱皮殻を食べる習性がある。

## 脊椎動物の場合
爬虫類の脱皮が特に有名である。最も顕著なのはヘビ類である。口の部分から剥がれ、脱皮殻は靴下を裏返して脱ぐように、裏返りながら剥がれ、全身の皮が一繋がりに剥がれる。トカゲ類では体の表面がバラバラに剥がれる形で脱皮が行われる。その他の爬虫類もバラバラに皮が剥がれる形なので、さほど目立たない。一部の種は脱皮殻を食べてしまう。
その他、両生類のカエルなどの一部や魚類でも、比較的まとまった形で脱皮する例が知られているが、その皮は薄く、目にする機会は少ない。

### 脱皮不全
湿気が少ないと脱皮を失敗してしまい、残った脱皮殻が体を締め付けてしまい血行不良から壊死を起こす。水などで濡らしてから人間の手で剥くなどで対応される。

## 文化的側面
短い生命のセミの抜け殻は、独自の情感を人にもたらせ、しばしば文学のテーマとなる。死体でもないのにその動物の形が完全に残っていて、なおかつ生きていないことで脱皮殻は人目を引く。その中で特に注目されたのがセミと蛇である。セミの脱皮殻は漢方薬に使われ、日本ではヘビの脱皮殻は財布に入れておくと現金が貯まるとの伝承がある。ヘビの抜け殻が金運を高めるという伝承は、マムシの模様が銭貨の形に似ていることから発祥したとも言われる。
セミの場合、夏に集中して出現する大型の昆虫である上に、派手に鳴くがその期間が短く、はかない命の代表と考えられたこともあり、その抜け殻は空蝉（うつせみ）と呼ばれ、これを現世（うつしみ）と重ねて仏教的無常観をそこに見る考え方がある。
脱皮殻全般を指す言葉としては蛻（もぬけ）という言葉が存在する。転じて人が抜け出たあとの住居や寝床を『蛻の殻』と呼ぶ。
また、映画等において大型の怪物の登場を暗示的に予告するシーンとして、その怪物の脱皮殻を発見する、というのもよくあるシチュエーションである。エイリアン等がその代表例である。
美容のための品として、蛇の抜け殻とウグイスの糞と糠を混ぜて袋に入れ、入浴時に使用した。

### 慣用句
脱皮できない蛇は滅びる。脱皮することを妨げられた精神も同じであって、変化することを妨げられた精神もまた滅ぶ - 哲学者フリードリヒ・ニーチェ。